# Hendrik de Wit (politicus)
Hendrik de Wit (Zandeweer, 12 april 1888 – Haren, 23 december 1985) was een Nederlandse politicus.

## Loopbaan
De Wit werd geboren in Zandeweer als zoon van Pieter de Wit, herbergier en kastelein, en Wijke Holstein. Hij trouwde in 1915 met kasteleinsdochter Juliena Bos (1892-1987), hij was toen onderwijzer in Emmer-Compascuum. De Wit was lid van het Gewestelijk Bestuur Groningen van de SDAP (1918-1931). In 1931 werd hij directeur van De Arbeiderspers in Groningen.
In 1939 werd De Wit burgemeester van Wildervank. Tijdens de Tweede Wereldoorlog werd hij vervangen, maar na de oorlog keerde hij terug. In 1946 werd hij burgemeester van Hoogezand. Toen de gemeentes Hoogezand en Sappemeer in 1949 werden samengevoegd, werd hij burgemeester van de nieuwe gemeente Hoogezand-Sappemeer. In die hoedanigheid verwelkomde hij koningin Juliana en prins Bernhard, die op hun toer door de provincie Groningen in 1950 ook Hoogezand aandeden en daar een tewaterlating bijwoonden.
In 1951 trad hij af als burgemeester en werd hij lid van de Gedeputeerde Staten van Groningen voor de PvdA. Dit bleef hij tot 1958.
Hij overleed eind 1985 op 97-jarige leeftijd.